# Phytomyza lupinivora
Phytomyza lupinivora este o specie de muște din genul Phytomyza, familia Agromyzidae, descrisă de Sehgal în anul 1968.
Este endemică în Alberta. Conform Catalogue of Life specia Phytomyza lupinivora nu are subspecii cunoscute.